# Romanzado
Romanzado – gmina w Hiszpanii, w Nawarze, o powierzchni 91,44 km². W 2022 roku gmina liczyła 184 mieszkańców.